# Actinostola
Genre
Actinostola  est un genre d'anémones de mer de la famille des Actinostolidaés.

## Liste d'espèces
Selon World Register of Marine Species (28 août 2011) :
- Actinostola abyssorum (Danielssen, 1890)
- Actinostola callosa (Verrill, 1882)
- Actinostola carlgreni Wassilieff, 1908
- Actinostola chilensis McMurrich, 1904
- Actinostola crassicornis (Hertwig, 1882)
- Actinostola georgiana Carlgren, 1927
- Actinostola groenlandica Carlgren, 1899
- Actinostola kerguelensis Carlgren, 1928
- Actinostola spetsbergensis Carlgren, 1893
- Actinostola walteri Kwietniewski, 1898